# Acentuassomo
Em genética, um acentuassomo (enhancesome, enhancer em inglês) é uma sequência especifica de nucleotídeos DNA à qual se podem ligar proteínas que aumentam os níveis de transcrição de um gene situado no mesmo cromossoma.
Quando os acentuassomos são reconhecidos na fita de DNA, formam-se dobras na fita para que os genes de regiões até então distantes fiquem mais próximos da região basal de transcrição.
Atuam independentemente da orientação,5'-3' ou 3'-5', relativamente ao gene e da posição que ocupam, relativamente ao sítio de iniciação de transcrição (montante ou jusante) do gene.
São ativados apenas em determinados tecidos do organismo, sendo portanto, responsáveis pela expressão de tecido que caracteriza alguns genes. v.g. imunoglobulinas

## Ligação externa
- icb.ufmg
- MeSH Enhancer+Elements,Genetic
- JASPAR
- ReMap
- ENCODE threads explorer  Enhancer discovery and characterization.  Nature